# 오클라호마주의 기

오클라호마 주의 기

오클라호마의 기는 오클라호마주의 깃발이다.
파란 바탕에 파이프와 올리브 가지가 놓인 미국의 토착민의 방패, 주의 명칭인 'OKLAHOMA'가 새겨져 있다.

## 과거의 기

1911 ~ 1925년
1925 ~ 1941년

## 같이 보기
- 미국의 주 문장 목록